# Евнух
Евнух или ушкопљеник је кастрирани мушкарац. Термин се обично односи на оне који су кастрирани ради вршења неке специфичне дужности у друштву, као што је то био обичај у многим друштвима у прошлости. Најранији записи о намерној кастрацији ради стварања евнуха датирају из сумерских времена, из 21. века п. н. е. Током векова, евнуси су вршили разне дужности у многим различитим културама, као што су били чувари и слуге харема, оперски певачи, религиозни стручњаци, државни службеници, војни команданти. У неким друштвима, значење речи евнух је обухватало и импотентне мушкарце или мушкарце у целибату.
У Византији, евнуси су заузимали веома високе положаје и били су веома цењени и најчешће веома учени људи којима су се поверавали задаци од виталног значаја за државу.

## Порекло речи
Реч евнух потиче од грчке речи eune („постеља“) и ekhein („чувати“), што би буквално значило „чувар постеље“. Кастрација је била позната још од најстаријих времена и сведочанства о њој налазимо у грчкој, египатској и кинеској митологији, као и у самој Библији.
Сматрало се да евнуси нису били лојални ни војсци ни аристократији, или сопственој породици (јер нису имали деце) и да су због тога били од поверења и мање заинтересовани да створе „сопствену династију“. 
Као казна, кастрација се користила још у древној Асирији у 2. миленијуму п. н. е. Евнуси који би били кастрирани по казни, обично су завршавали у харемима Далеког и Средњег истока као особље. Међутим, нису само преступници били кастрирани. Такође су кастрирани и дечаци који су откупљивани од сиромашних родитеља и претварани у слуге имућним људима. Евнуси су потпуно зависили од својих господара и верно су им служили као телесна гарда, саветници или војсковође. У Кини су евнуси вршили функцију саветника, почев од династије Чоу (1122. п. н. е.). Евнуси су такође радили као саветници и у Персијском царству у доба Ахеменида (559—330. п. н. е.). У Римском царству, цареви Нерон, Вителије и Тит су користили евнухе за саветнике, а такође и у муслиманским земљама након 750. године, као и у Византији. У Италији су се вековима кастрирали дечаци како би очували гласове сопрана кад одрасту, док то папа Лав XIII није забранио 1878. године.